# С5.98М
С5.98М (Индекс ГРАУ — 14Д30) — жидкостный ракетный двигатель, разработанный в КБХМ им. Исаева во второй половине 1980-х годов на основе двигателя С5.92 автоматической межпланетной станции «Фобос», прототипом которого, в свою очередь, являлся ЖРД посадочной ступени лунной станции «Луна-16».
Применяется в разгонных блоках «Бриз-К», «Бриз-КМ» (на лёгкой РН «Рокот», планируется для РН «Ангара-1.2») и «Бриз-М» (на РН тяжёлого класса «Протон-М», планируется для РН среднего и тяжёлого классов «Ангара-А3» и «Ангара-А5»).

## История создания
Первые испытания прототипа в космосе прошли на АМС «Фобос-1» и «Фобос-2», запущенных в 1988 году, при этом на «Фобосе-2» прототип продемонстрировал возможность многократного включения (до 5 раз во время полёта). Двигатель С5.98М Прошёл лётные испытания в 1991 и 1994 годах в составе разгонного блока 14С12 «Бриз-К» ракеты-носителя 14А01Р «Рокот», также продемонстрировав до пяти включений в полёте.
Относительно пуска опытной РН «Рокот», выполненного 20 ноября 1990 года по суборбитальной траектории, имеются противоречивые данные:
- По одним сведениям пуск проводился с использованием макета РБ «Бриз-К» и макета полезной нагрузки[3] и, таким образом, не может учитываться как первый полёт С5.98М.
- Тогда как другое сообщение говорит об отработке в этом пуске многократного включения двигателей РБ, проведении испытания РБ, получении данных по динамике работы «Бриза-К» с двигателем 14Д30 в условиях невесомости и о сделанном, по результатам двух первых пусков (1990 и 1991 годы), выводе о возможности запуска на «Рокоте» лёгких космических аппаратов из ШПУ[4].
- А ряд источников говорит о попытке вывода в этом пуске КА системы ПРО и ПКО «Наряд-В»[5][6][7].

## Конструкция
Двигатель С5.98М  — однокамерный, открытого цикла, рассчитан на многократное включение (до восьми включений) и длительную работу (до 3200 секунд), с турбонасосной системой подачи компонентов топлива (АТ — НДМГ). Газогенератор работает на основных компонентах топлива. Управление вектором тяги по каналам тангажа и рыскания осуществляется плоско-параллельным смещением камеры по рельсовым направляющим.
ЖРД унифицирован с двигателем С5.92, применяющимся в составе разгонного блока «Фрегат» (используется в составе РН «Союз» и «Зенит»), отличаясь, в основном, конструкцией ТНА и немного большей массой.